# Heroides
Die Heroides bzw. Epistulae Heroidum („Heldinnen“ bzw. „Briefe von Heldinnen“) gelten neben den Amores und der verlorenen Tragödie Medea als Frühwerk des römischen Dichters Ovid. Es handelt sich dabei um fiktive Briefe von mythischen Frauen an ihre abwesenden Männer. Die Briefe 16 und 18, sowie 20 weichen hiervon ab, denn es handelt sich um Briefe von Männern an ihre Frauen, denen ein Antwortbrief der Frau folgt. Die Heroides bestehen aus 15 Einzelbriefen und drei wahrscheinlich später entstandenen Briefpaaren (Her. 16–21). Versmaß ist das elegische Distichon.

## Inhalt
Die Gestalten der Heroinen entstammen zumeist dem griechischen Mythos. Der Dichter hat aber nicht nur dessen bekannteste Protagonisten zu Wort kommen lassen, sondern auch Nebenfiguren: Figuren wie Canace, Cydippe, Oinone oder Hypsipyle dürften auch vielen antiken Lesern nicht geläufig gewesen sein. Hierbei folgte der Autor dem hellenistischen Stilideal des poeta doctus, des „gelehrten Dichters“, der seine Leser durch seine Belesenheit beeindruckt und sie an ihr anspielungsreich teilhaben lässt.
Die Briefe wenden sich an die Liebhaber oder Ehemänner, deren Treulosigkeit zumeist beklagt wird. Oftmals sind die Briefe daher als Versuch gestaltet, den Geliebten von seinem Tun abzubringen und ihn zur Rückkehr zur Sprecherin zu bewegen. So schreibt Medea an Iason, Ariadne an Theseus und Dido an Aeneas. In anderen Elegien erhoffen die Heroinen die baldige Rückkehr ihrer Männer und beklagen ihre Abwesenheit und die Trennung. Beispiele hierfür finden sich in den Briefen von Penelope oder Laodamia. Eine Sonderstellung nimmt der 15. Brief (Sappho an Phaon) ein, der als einziger eine historische Persönlichkeit sprechen lässt, auch wenn das geschilderte Liebesverhältnis als legendarisch gilt.
In den Heroides wird ein breites Spektrum von Liebe und Leidenschaft behandelt: von der treuen Liebe Penelopes zu ihrem Gatten, über die verzehrende Glut der unerwiderten Liebe Didos bis zur inzestuösen Liebe Phaidras, die ihren Stiefsohn Hippolytos liebt und ihn ungewollt eben dadurch ins Verderben stürzt, oder das beklagenswerte Schicksal Canaces, die ein Kind vom eigenen Bruder erwartet. In den drei Briefpaaren (Heroides 16–21) kommen schließlich auch die Männer zur Sprache: Paris und Helena, Hero und Leander und Acontius und Cydippe.
| Brief | Verfasser und Empfänger  | Verse |
| ----- | ------------------------ | ----- |
| I     | Penelope an Odysseus     | 116   |
| II    | Phyllis an Demophon      | 148   |
| III   | Briseis an Achilles      | 154   |
| IV    | Phaedra an Hippolytus    | 176   |
| V     | Oinone an Paris          | 158   |
| VI    | Hypsipyle an Iason       | 164   |
| VII   | Dido an Aeneas           | 196   |
| VIII  | Hermione an Orestes      | 122   |
| IX    | Deianira an Hercules     | 168   |
| X     | Ariadne an Theseus       | 152   |
| XI    | Canace an Macareus       | 128   |
| XII   | Medea an Iason           | 212   |
| XIII  | Laodameia an Protesilaos | 166   |
| XIV   | Hypermestra an Lynceus   | 132   |
| XV    | Sappho an Phaon          | 220   |
|       |                          |       |
| XVI   | Paris an Helena          | 378   |
| XVII  | Helena an Paris          | 268   |
| XVIII | Leander an Hero          | 218   |
| XIX   | Hero an Leander          | 210   |
| XX    | Acontius an Cydippe      | 242   |
| XXI   | Cydippe an Acontius      | 248   |

## Gattung
Als neuartig erweist sich der Umstand, dass weibliche (Rand-)Figuren der Sagengeschichte in den Heroides das Wort ergreifen und damit altbekannte Ereignisse in einem neuen, ungewohnten Licht erscheinen lassen. So nehmen die Heroides eine genuin feminine Position ein, die Ovid auch zu feinfühliger psychologischer Charakterisierungskunst nutzt. Die Erzähltopoi ähneln dabei denen der subjektiven römischen Liebeselegie mit ihren stereotypen Handlungsmustern (militia amoris, Paraklausithyron, Untreue, foedus aeternum). Außerdem verwendet Ovid sogar das typische Vokabular der Elegie (zum Beispiel puella, lentus und queri im ersten Brief) und nicht zuletzt deren Versmaß, das elegische Distichon.
Gleichzeitig ist das äußere Erscheinungsbild der Heroides das einer Sammlung von Kunstbriefen, wie es sie auch von Horaz gibt. Die Einbettung in die Welt des griechischen und römischen Mythos setzt zusätzliche Akzente. Die mythologische Verortung nimmt in gewissem Umfang den Heroides das sozialkritische Element, das der römischen Elegie sonst innewohnt. Denn dort wird gewöhnlich die uneheliche Beziehung zwischen einem freien Mann, der obendrein in der Regel keine besondere Affinität zu Politik, Krieg und Pflichterfüllung besitzt, und einer unfreien Hetäre thematisiert, während in den Heroides einerseits (wie im Penelope-Brief) ein verheiratetes Liebespaar auftritt oder andererseits sogar inzestuöse Beziehungen im Mittelpunkt stehen.

## Echtheitsfrage
Die Autorschaft Ovids wird zum Teil in der Forschung kontrovers diskutiert. Der seit Jahrhunderten umstrittene Sapphobrief (Her. 15) gilt vielen Forschern als sicher unecht, desgleichen die Briefpaare (Her. 16–21), die sich in manchen Einzelheiten auffällig von den Einzelbriefen unterscheiden. Aber auch gegen die Echtheit mehrerer Einzelbriefe sind schon Argumente vorgebracht worden. Dass sich in allen Gedichten zahlreiche Formulierungen finden, die nicht dem ovidischen Sprachgebrauch entsprechen, war vielfach schon länger bekannt. Sie werden entweder als Überlieferungsfehler angesehen oder als nicht signifikante Abweichungen vom typischen Sprachgebrauch Ovids gewertet.
Die Echtheitsdebatte ist jedoch von einem allgemeinen Konsens noch weit entfernt; in vielen Veröffentlichungen werden die Gedichte noch ohne Diskussion als echt vorausgesetzt (teilweise auch die schon lange umstrittenen Gedichte Her. 15 und 16–21). In der aktuellsten Fassung des Neuen Pauly werden die Briefe 16–21 als umstritten bezeichnet.
Untersuchungen der 1990er haben an einer Reihe von Stellen wahrscheinlich gemacht, dass bei engen Verwandtschaften zwischen Passagen in den Heroides und solchen in sicher authentischen Werken Ovids (einschließlich der spätesten Gedichte) die Heroidesstellen von letzteren abgeleitet sind und nicht etwa umgekehrt. Die fünfzehn Einzelbriefe dürften dabei von einem einzigen Verfasser stammen und spätestens wenige Jahre nach Ovids Tod entstanden sein; schon Seneca scheint sie zu kennen und für echten Ovid zu halten. Die Briefpaare gehen eher auf einen zweiten Ovid-Nachahmer zurück, wurden aber ebenfalls wohl nicht später als in der Mitte des ersten nachchristlichen Jahrhunderts geschrieben.
Dessen ungeachtet argumentiert Holzberg wiederum 2016 aufgrund von Querverweisen auf die Heroides in anderen Ovid-Werken, wegen der für Ovid typischen subtilen Erotik, wegen des unterschwelligen Humors und aufgrund der Passung der Heroides in die Weiterentwicklung des elegischen Systems, die sich bereits in der Ars amatoria angedeutet und vorbereitet hatte, für die Authentizität der Heroides.

## Textausgaben und Übersetzungen
- Publius Ovidius Naso: Epistulae Heroidum. Herausgegeben von Heinrich Dörrie. de Gruyter, Berlin u. a. 2012, ISBN 978-3-11-084313-2 (Nachdruck der Ausgabe Berlin/New York 1971).
- Ovid: Heroides and Amores. Übersetzt von Grant Showerman. Bearbeitet von George Patrick Goold. Harvard University Press, Cambridge (Mass.) u. a. 2002, ISBN 0-674-99045-5 (lateinisch und englisch; Nachdruck der Ausgabe Cambridge u. a. 1977).
- Publius Ovidius Naso: Liebesbriefe. Herausgegeben und übersetzt von Bruno W. Häuptli. Artemis & Winkler, München/Zürich 1995, ISBN 3-7608-1685-1.
- Ovid: Heroides. Briefe der Heroinen. Lateinisch/Deutsch. Übersetzt und herausgegeben von Detlev Hoffmann. Reclam, Stuttgart 2012, ISBN 978-3-15-001359-5.
- Ovid: Die erotischen Dichtungen. Übertragen von Viktor von Marnitz. Mit einer Einführung von Wilfried Stroh. 3. Auflage. Kröner, Stuttgart 2001, ISBN 3-520-26303-3.
- Ovid: Epistulae Heroidum. Briefe von Heroinen. Übersetzt und kommentiert von Theodor Heinze, Wissenschaftliche Buchgesellschaft, Darmstadt 2016, ISBN 978-3-534-18163-6